# Stazione di San Vito-Lanciano
Stazione di San Vito-Lanciano vasútállomás Olaszországban, San Vito Chietino településen.

## Vasútvonalak
Az állomást az alábbi vasútvonalak érintik:
- Ancona–Lecce-vasútvonal
- Sangritana-vasútvonal

## Kapcsolódó állomások
A vasútállomáshoz az alábbi állomások vannak a legközelebb:
- Stazione di Fossacesia-Torino di Sangro
- Stazione di Ortona
- Lanciano railway station (Lanciano railway station, Sangritana-vasútvonal)